# خرموش کانگورویی صورت‌باریک
خرموش کانگورویی صورت‌باریک (نام علمی: Dipodomys venustus) نام یک گونه از سرده خرموش کانگورویی است.